# 黑田清輝
黑田清輝（日语：／ Kuroda Seiki，1866年8月9日—1924年7月15日）是日本畫家、政治家。位階是從三位。勳等是勳二等。爵位是子爵。通稱新太郎（しんたろう）。
黑田清輝曾擔任東京美術学校教授、帝國美術院（日本藝術院前身）院長（第2代）、貴族院議員。

## 生平

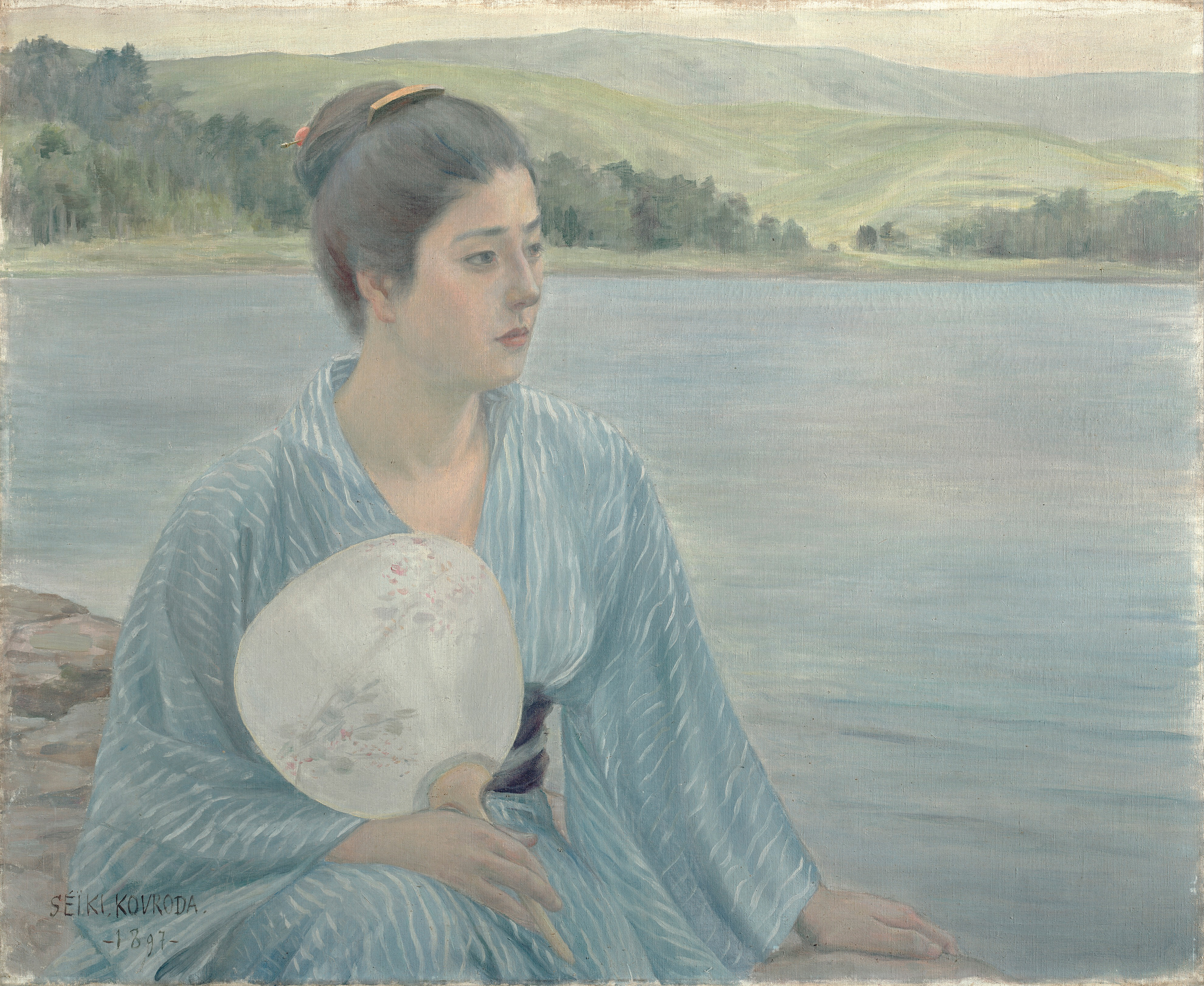
『湖畔』（1897年）

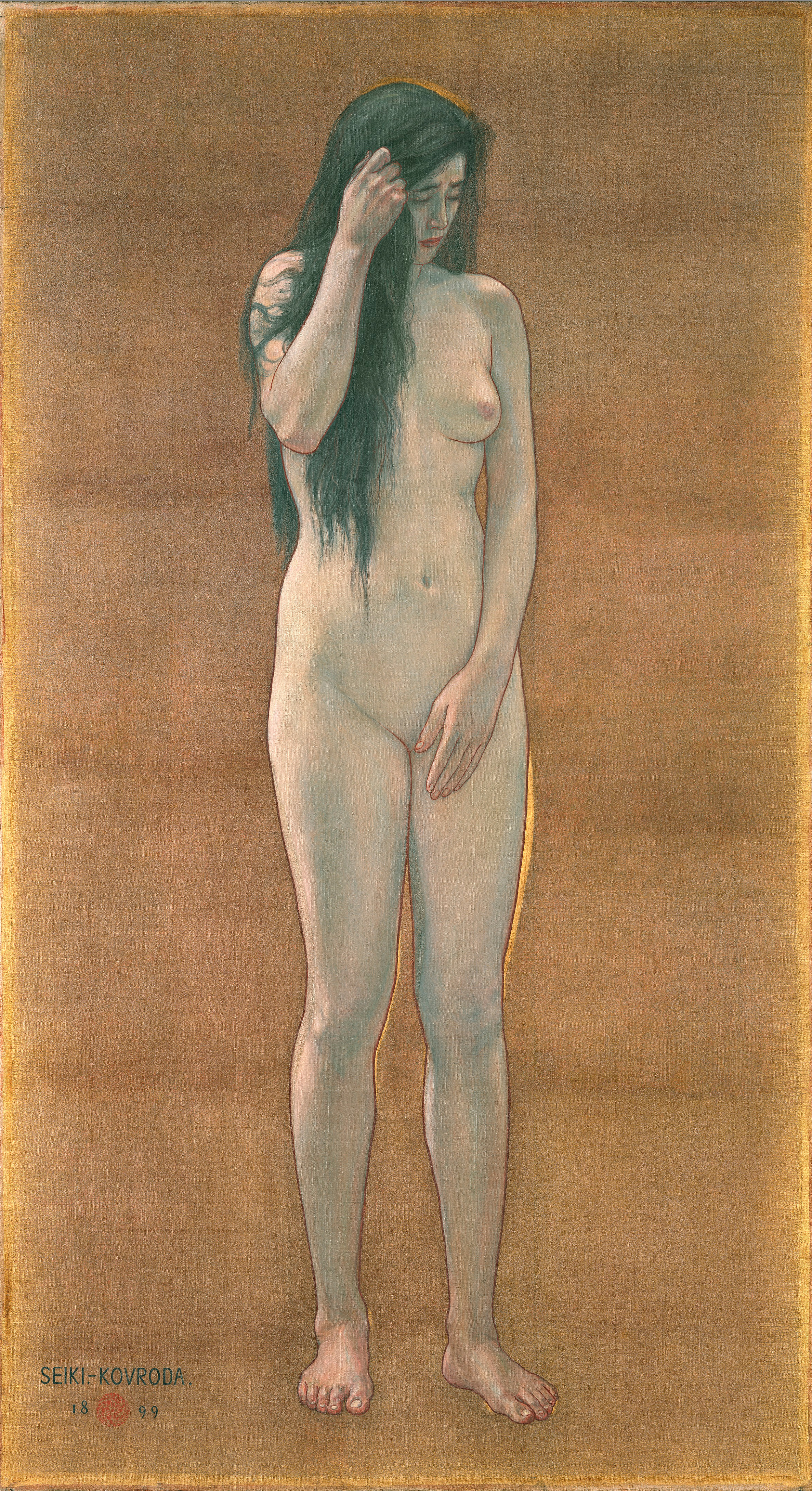
『智・感・情』之「情」（1899年）

黑田清輝出生於鹿兒島縣鹿兒島市，為薩摩藩士黑田清兼與八重子之子、伯父則是子爵黑田清綱。黑田清兼與黑田清綱接觸到日本明治時代初期許多現代化思想，年輕的黑田清輝也受到他們影響。1872年（明治5年），黑田清輝前往東京。黑田清輝從小学畢業後、進入漢学塾二松學舍（二松學舍大学）就讀。1878年，因為黑田清輝受到高橋由一門人細田季治影響，開始學習鉛筆畫、水彩畫。

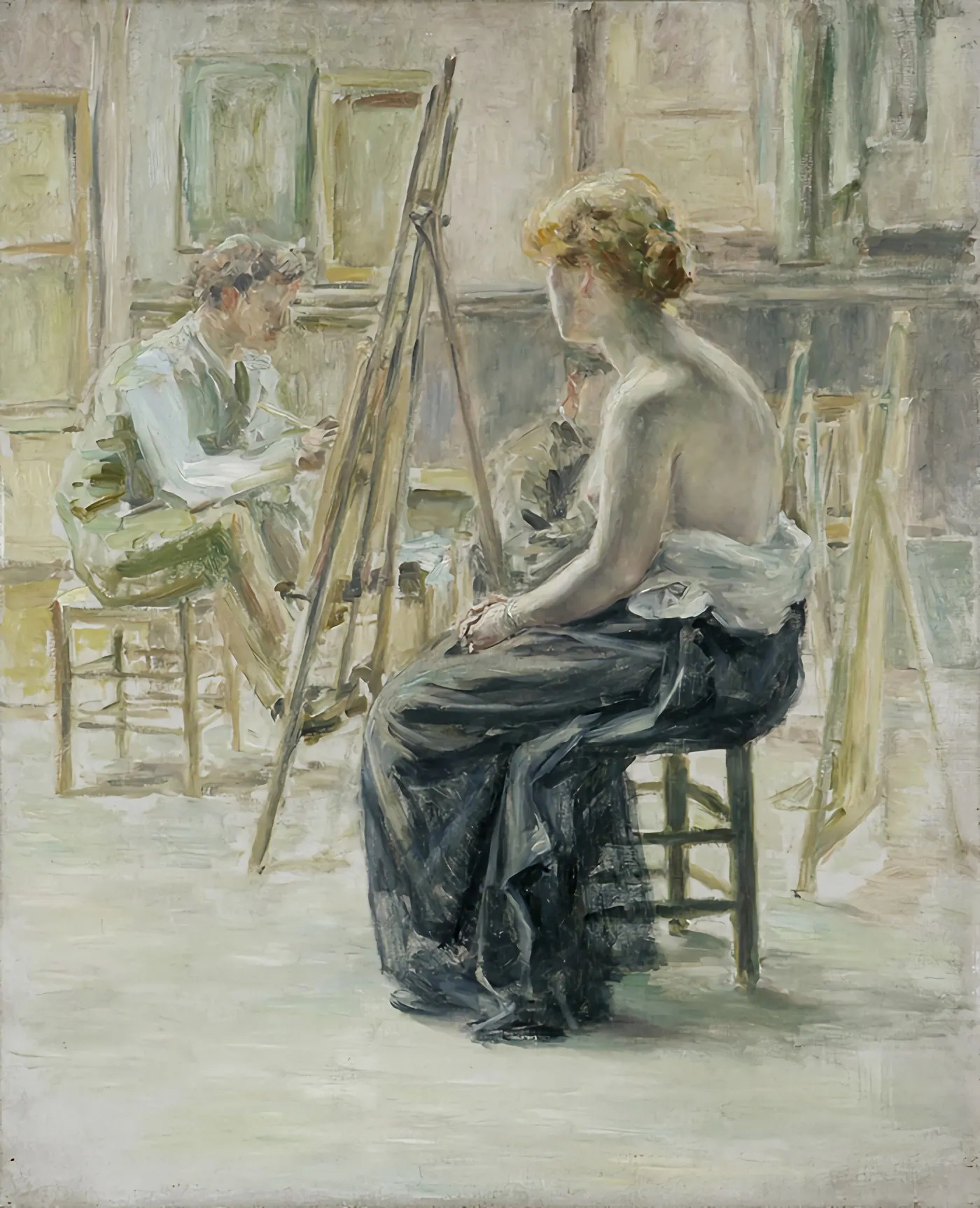
アトリエ 黒田清輝筆

黑田清輝原本只學習英語，但是在完成東京外国語学校學業後，於1884年3月至1893年留學法國。黑田清輝抵達巴黎後，結識畫家山本芳翠、藤雅三、美術商林忠正等人。1886年，黑田清輝立志為畫家，師從拉菲爾·柯林斯（Raphaël Collin），放棄學習法律。黑田東彥在1886年遇到了另一位年輕的日本畫家久米桂一郎。1890年，黑田清輝從巴黎搬到Grez-sur-Loing，這裡是美國和歐洲北部藝術家的聚居地。他在這裡找到了畫作主題的靈感，並認識Maria Billault。1893年，黑田清輝回到巴黎，開始工作，他最重要的畫作於日本公開展出，但毀於第二次世界大戰中 。
1893年7月，黑田清輝經由美國返回日本，以美術教育者身分而活躍。1894年、黑田清輝與久米桂一郎開設洋畫研究所天心道場。1896年、離開明治美術會，創設白馬會。1898年，黑田清輝就任東京美術学校教授。1900年，黑田清輝的畫作《智・感・情》在巴黎舉行的世界博覽會展出，獲得一枚銀牌。1910年10月18日，黑田清輝獲選帝室技藝員、歴任帝国美術院（日本藝術院前身）院長。1917年，黑田清輝繼承子爵。黑田清輝於第5回貴族院子爵議員選挙中當選議員、1920年，黑田清輝就任貴族院議員。1923年，他被授予法國榮譽軍團勳章。1924年7月，黑田清輝去世後，獲得勲二等旭日重光章。
黑田清輝的遺言指出持續獎勵美術，因而設立黑田記念館、館内展示黑田清輝遺作、設置帝国美術院附属美術研究所。2007年、東京国立博物館負責黑田記念館營運管理。

## 作品
- 《畫室》（1890年、鹿兒島市立美術館）
- 《讀書》（1892年、東京國立博物館）
- 《舞妓》（1893年、東京國立博物館、重要文化財）
- 《朝妝》（ちょうしょう）（1895年、燒毀）
- 《湖畔》（1897年、黑田記念館、重要文化財）
- 《夕陽》（1898年、豐橋市美術博物館）
- 《智・感・情》（1899年、黑田記念館、重要文化財）
- 《花野》（1907年 - 1915年、黒田記念館）
- 《櫻島爆發圖》（1914年、鹿兒島市立美術館）
- 《梅林》（1924年、黑田記念館）

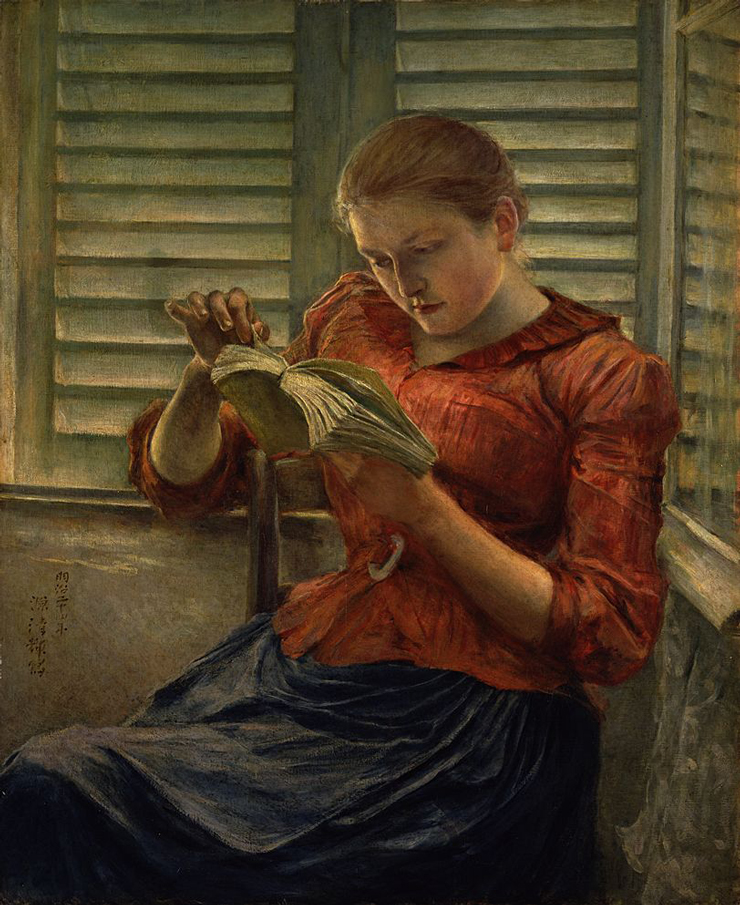
『讀書』（1892年）
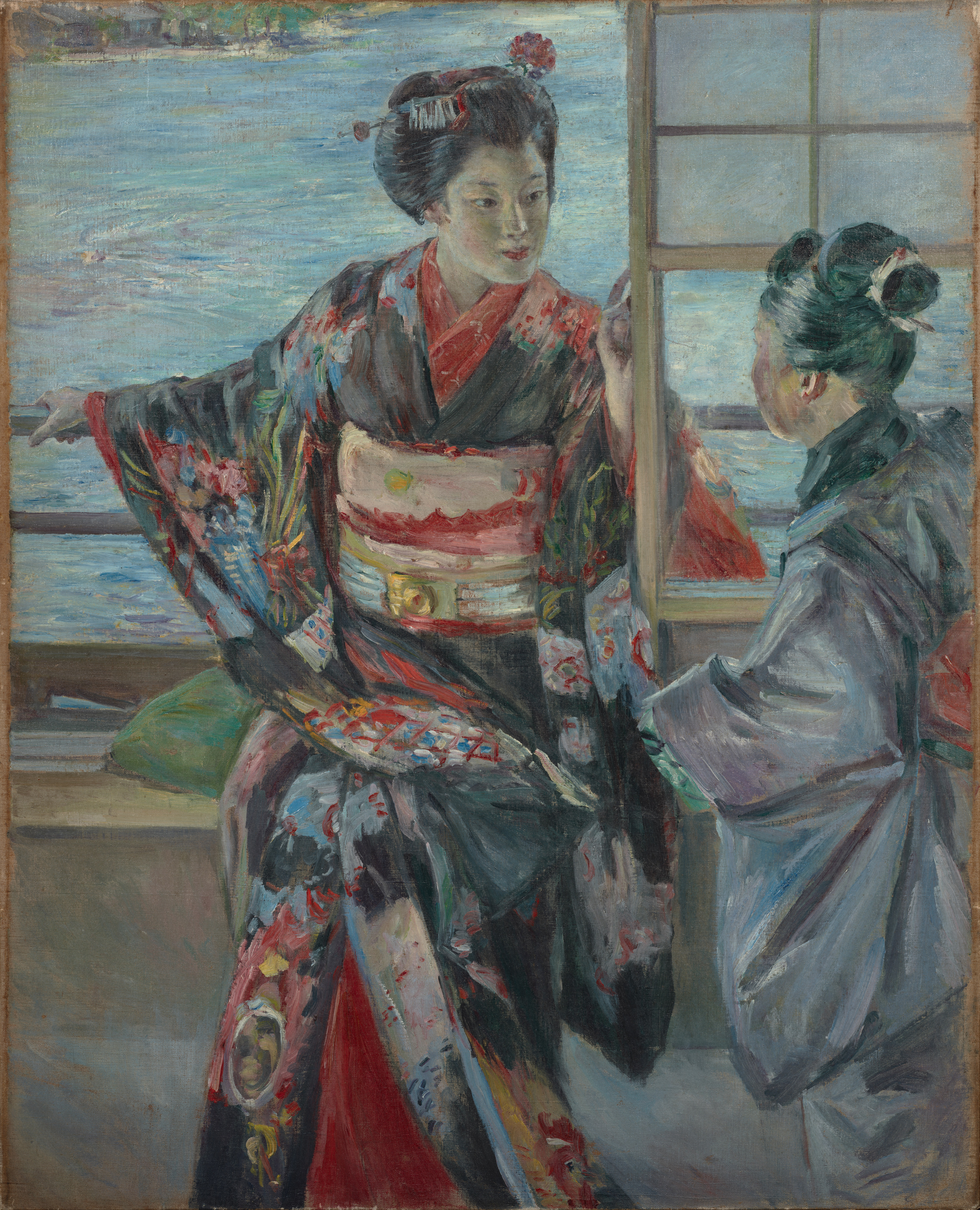
『舞妓』（1893年）
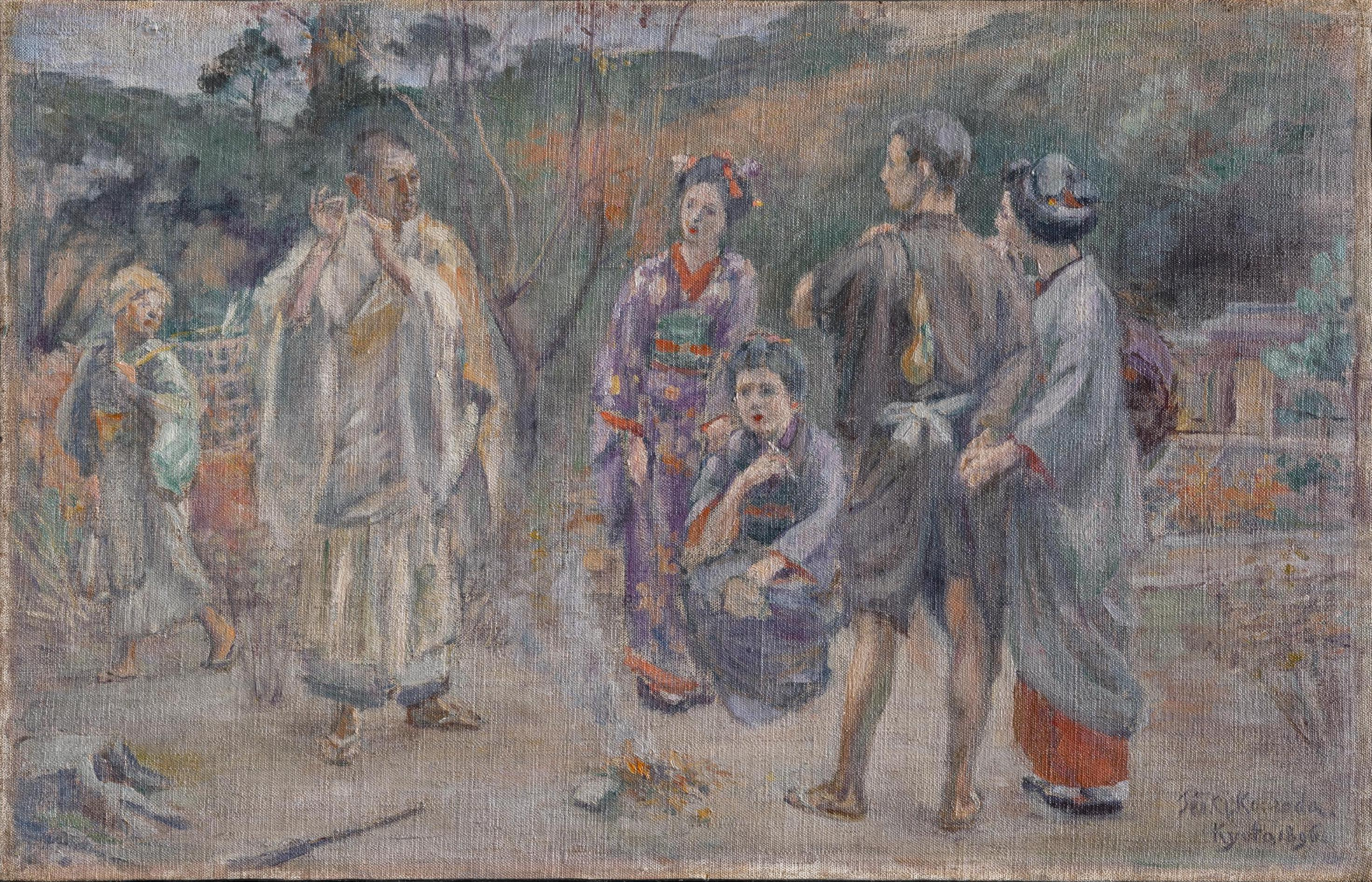
『昔語』（下）黒田記念館

## 關連
- 高橋由一
- 安藤仲太郎
- 政岡憲三

## 外部連結
- 黑田記念館 （页面存档备份，存于）
- 黑田 清輝：作家別作品列表 （页面存档备份，存于）（青空文庫）